# Березовка (Уватский район)
Березовка — деревня в Уватском районе Тюменской области России. Входит в состав Ивановского сельского поселения.
Расположена на правом берегу реки Выи. Население — 1 чел. (2010).

## История
В 1903 году деревня относилась к Уватской волости Тобольской губернии, в ней проживало 54 мужчины, 51 женщина в 17 дворах.

## Известные люди
В деревне родился хирург, преподаватель П. И. Сазонов.
В Березовке родился советский и российский художник, член Союза художников СССР с 1980 года, почётный житель Уватского района М. И. Захаров.

## Население
| 2010 |
| ---- |
| 1    |